# Yes (album de Morphine)
Cet article concerne l'album de Morphine. Pour les autres significations, voir Yes (homonymie).
Albums de Morphine
Cure for Pain
(1993) Like Swimming
(1997)
Yes est le troisième album du groupe de rock alternatif américain Morphine. Il est sorti en 1995.

## Titres
Compositions de Mark Sandman.
1. Honey White – 3:06
2. Scratch – 3:13
3. Radar – 3:28
4. Whisper – 3:28
5. Yes – 2:00
6. All Your Way – 3:04
7. Super Sex – 3:53
8. I Had My Chance – 3:05
9. The Jury (Sandman, Swart) – 2:07
10. Sharks – 2:22
11. Free Love – 4:14
12. Gone for Good – 2:52

## Musiciens
- Mark Sandman - basse ; chant.
- Dana Colley - saxophone baryton et ténor, voix
- Billy Conway - batterie